# 芹菜怪物的莖
《芹菜怪物的莖》（英語：Stalk of the Celery Monster）是一部於1979年發表的動畫短片，由當時就讀於加州藝術學院的提姆·波頓以鉛筆繪畫，並以8毫米胶片拍攝以成，故事講述一個變態牙醫做手術的過程，提姆·波頓因此得到華特迪士尼公司的賞識，得到迪士尼的獎學金及工作機會。此段短片過去一直被視為遺失了，直至2006年出現在一個西班牙電視台，並已上載到youtube等平台上。電影的摘錄現時存放於美國的國會圖書館中。

## 外部連結
- YouTube上的《芹菜怪物的莖》
- 互联网电影数据库（IMDb）上《芹菜怪物的莖》的资料（英文）